# Ffotogallery

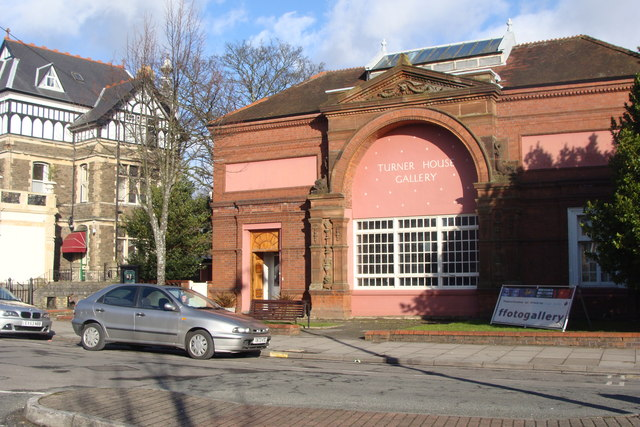
La Turner House Gallery, à Penarth, site de Ffotogallery de 2003 à 2019.

Ffotogallery est l'agence nationale pour le développement de la photographie du Pays de Galles. Elle a été fondée en 1978. Son bureau principal, sa bibliothèque, sa librairie et sa galerie sont situés à Cathays, dans le centre de Cardiff, depuis juin 2019. Elle organise des expositions itinérantes au niveau national et international. Son directeur actuel est David Drake. Entre 2003 et 2019, elle était installée dans la Turner House Gallery (en), une galerie d'art de Penarth.